# Farmerama
Farmerama – komputerowa gra strategiczna rozgrywana w przeglądarce internetowej, wyprodukowana i wydana przez niemieckie studio Bigpoint. Premiera gry odbyła się 5 października 2009. W 2010 roku produkcja zdobyła nagrodę European Games Award w kategorii najlepszej gry przeglądarkowej. W tym samym roku poinformowano też, że w Farmeramie założono ponad 14,5 miliona kont graczy.

## Rozgrywka
Gracz wciela się w postać początkującego rolnika i rozwija swoje gospodarstwo. Dokonuje tego, uprawiając pola, sadząc warzywa oraz drzewka owocowe, a także hodując zwierzęta. Równolegle stara się realizować zlecenia, misje, zadania eventowe oraz spełniać zachcianki kupujących na targu w mieście.
Do obowiązków gracza – rolnika należy zarządzanie całą farmą. Musi wybierać miejsca pod uprawy, własnoręcznie zbierać plony, karmić zwierzęta, obsadzać pola, a nawet wyrzucać gnój z chlewu. Za każdą z tych czynności gracz dostaje punkty doświadczenia, dzięki którym awansuje na wyższe poziomy gry, uzyskując dostęp co kolejnych rodzajów upraw i zwierząt hodowlanych, które kupuje za zarobione na farmie sianogrosze.
Ważnym elementem gry jest też wyspa Bahamarama, będąca w dużej mierze osobną częścią rozgrywki, z własną zawartością, poziomami i walutą wirtualną.
W grze istnieją też funkcje społecznościowe charakterystyczne dla przeglądarkowych gier online. Gracze mogą pomagać sobie poprzez wysyłanie prezentów, a czasem niektórych przedmiotów, dodawać się do sąsiedztwa i znajomych, a nawet zawierać małżeństwa.